# Sziklai Emília
Sziklai Emilia, névváltozat: Sziklay (Kolozsvár, 1858. szeptember 11. – Budapest, 1934. október 6.) énekesnő. Fabinyi Ferenc jogász felesége.

## Életútja
Sziklay János és Borhy Emília lánya. A Színművészeti Akadémián tanult, 1873. június 13-ai vizsgáján a következő kritikát kapta a Reformban: „A „Váróteremben" szereplő fiatal özvegyet oly sikerrel játszotta, hogy nem is jöhet a növendékekkel egy mérték alá. A kisasszony mozgásában, hanglejtésében, kézmozdulataiban oly biztosság látszott, mintha nem is először lépett volna fel és nem is operai növendék volna". 1875-ben Balatonfüredre szerződött, május 16-án énekelt először nyilvánosan a helyi színkörben rendezett hangversenyen.
Ugyanezen év októberében a Népszínházhoz került. Az intézmény megnyitóján, 1875. október 15-én ő énekelte az első dalt Rákosi Jenő Leánykérő című népszínművében Kata szerepében. Itt 1881. április 28-áig játszott, Szilaj Kata szerepében lépett fel utoljára. Az intézmény 1965 addigi előadása közül 680-ban szerepelt. Blaha Lujza búcsúztatta virágcsokorral. 
1880-ban Bécsben vendégszerepelt mint „Népszínmű Társulat” tagja, s ekkor ismerkedett meg Mátray Betegh Bélával, akinek hívására 1881-ben Kolozsvárra ment. Május 10-én a Kis herceg címszerepét játszotta. Utolsó fellépése 1883. március 28-án volt, René szerepében búcsúzott a színpadtól a Donna Juanitában. 1883. május 4-én Kolozsváron házasságot kötött Fabinyi Ferenc marosvásárhelyi királyi táblabíróval, és otthagyta a színi pályát. 
A 8 Órai Ujság 1925. október 16-ai száma a következőket írja róla: "A Népszínház egykori kiváló együttesének öt olyan élő tagja van ma, akik a méltóságos asszonyok. Az első a Népszínház első előadásán szerepelt és később sokáig Blahánéval együtt működött Sziklai Emília, korának egyik legszebb asszonya, most Fabinyi [István] volt államtitkár özvegye, aki ez idő szerint a Margitszigeten lakik."

## Fontosabb szerepei
- Rózsa (Huber K.: A király csókja)
- Kata (Rákosi J.: A leánykérő)
- René (Vega: Donna Juanita)
- Borcsa és Szilaj Kata (Lukácsy S.: A vereshajú)
- Lidia (Suppé: Fatinicza)
- Germaine (Planquette: Cornevillei harangok)
- Márta (Genée: Kapitány kisasszony)
- Laura (Szigligeti: A pünkösdi királyné)
- Fiametta és Beatrice (Boccaccio)
- Margit (Háromcsőrü kacsa)
- Finum Rózsi (Falu rossza)
- Angyal Liszka (Tolonc)
- Borcsa (Kósza Jutka)